# Cécile Charlotte Sophie Mendelssohn Bartholdy

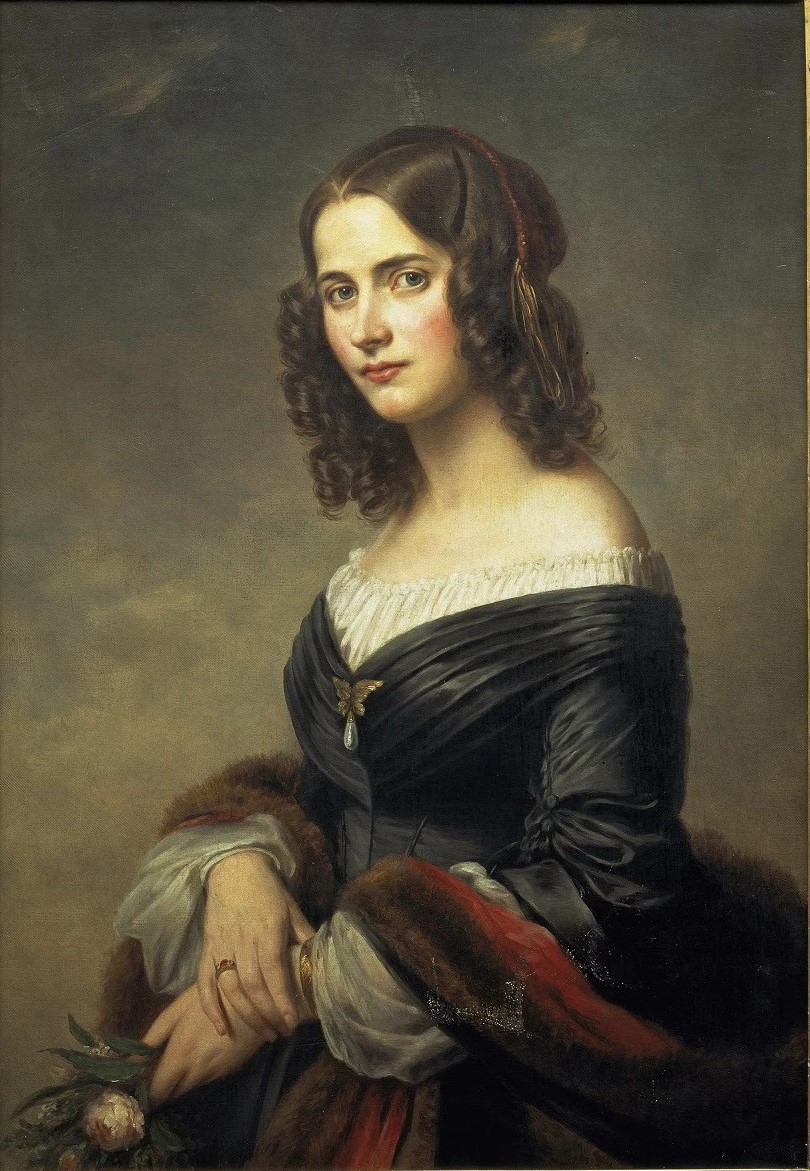
Cécile Mendelssohn Bartholdy, neé Jeanrenaud por Eduard Magnus (1846). Staatsbibliothek Preußischer Kulturbesitz, Berlín.

Cécile Charlotte Sophie Jeanrenaud (Lyon, Francia; 10 de octubre de 1817-Frankfurt del Meno, Hessen, Alemania; 25 de septiembre de 1853), más conocida por su nombre de casada, Cecile Mendelssohn Bartholdy, fue una intérprete coral francesa miembro del coro de Cäcilienverein de Frankfurt del Meno y la única esposa del afamado músico y compositor Felix Mendelssohn cuya influencia fue balsámica en la vida de este.

## Biografía

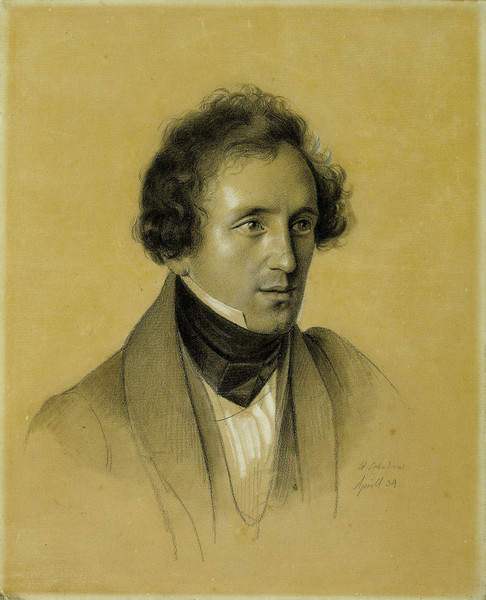
Félix Mendelssohn en 1834

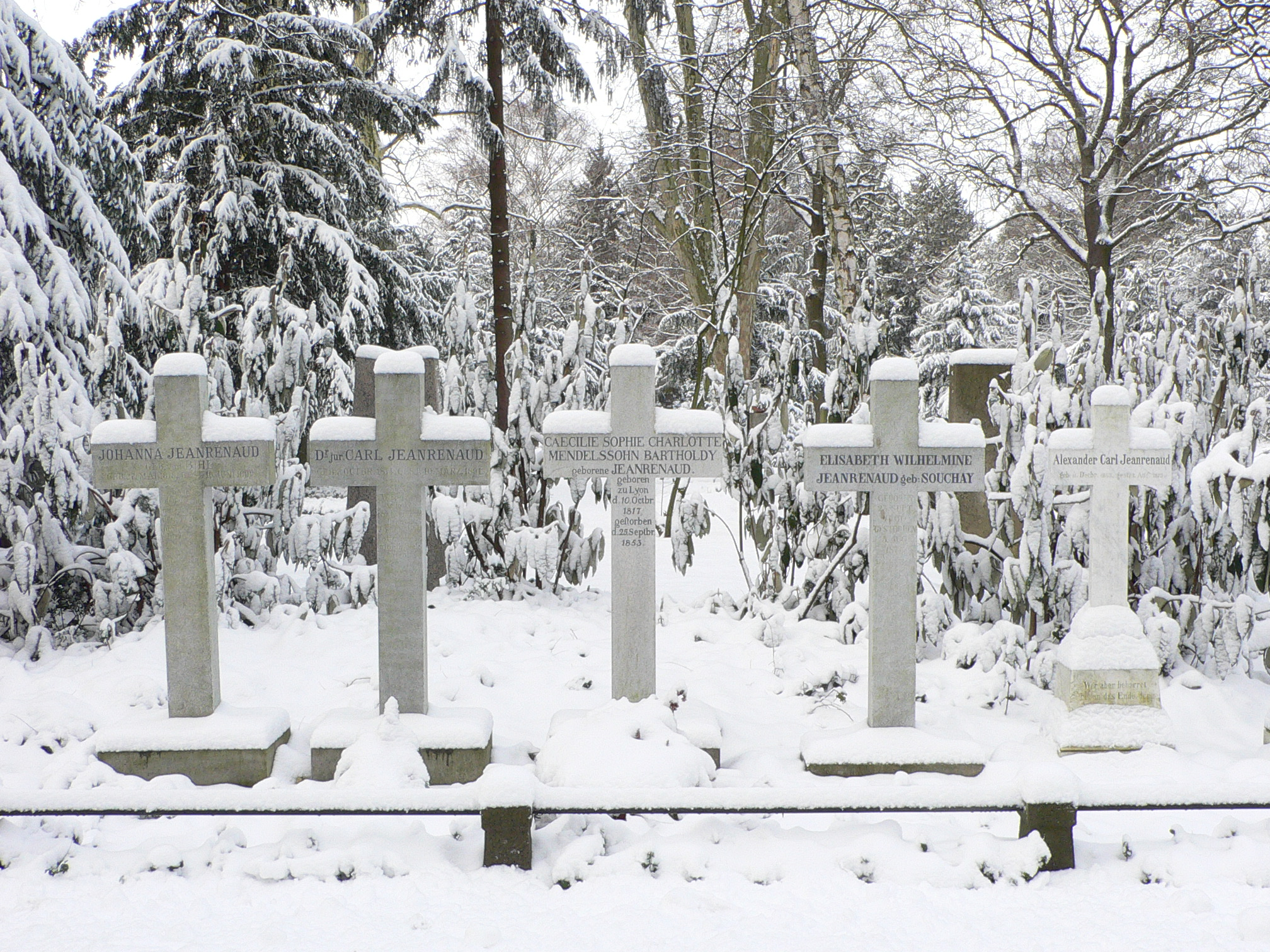
Tumba de Cecile Mendelssohn Bartholdy

Nacida en Lyon-Rhône en los Alpes franceses en 1817, era una de las hijas de un pastor protestante francés establecido en Frankfurt del Meno. Desde pequeña mostró talentos para el canto por lo que pudo en su temprana adolescencia acceder al coro de Cäcilienverein en Frankfurt. Tenía una hermana llamada Julie.
Hacía fines de mayo de 1836, Félix Mendelssohn estaba en ruta hacia Düsseldorf con la intención de participar de un festival de música y presentar su oratorio Paulus en la Baja Renania francesa, cuando decidió visitar en Frankfurt del Meno a la familia Souchay, amigos del compositor. En esa estancia, Mendelssohn quedó prendado de Cecile Jeanrenaud, quien tenía tan solo 19 años y visitaba junto a sus padres, a la familia Sochay. Cecile Jeanrenaud era una menuda joven de extraordinaria belleza con impactantes ojos azules y excelente carácter que dejó muy impresionado al joven músico: Mendelssohn diría de ella:

... he conocido a una  hermosa joven con los más hechizantes ojos azules, es una niña de boca rosa, brillante cabello café rizado, no se puede encontrar algo igual ni en el norte ni en el sur, nada se le compara a ella....y me siento terriblemente enamorado.

Mendelssohn tuvo que seguir camino a Dusseldorf para cumplir con sus compromisos, pero no dejó de pensar en la muchacha y apenas terminado el festival volvió en junio de ese año para iniciar un cortejo. Mendelssohn aprovechó de conocer a la familia de Cecile y en aquella época se inspiró para componer Dúo sin palabras para piano (opus 38, N º 6) cuando su musa se ausentó un par de semanas de Frankfurt.
Se comprometieron en septiembre de ese año durante un paseo y finalmente solicitó su mano para finalmente casarse el 28 de marzo de 1837 en la Iglesia Wallon.
La pareja alternó tanto en Berlín como en Leipzig y tuvo cinco hijos seguidos cada año: Carl, Marie, Paul, Lili y Félix. Cecile Mendelssohn fue para el músico un bálsamo en la vida del músico, su excelente carácter amainó los súbitos cambios de humor que caracterizaban a Félix Mendelssohn hasta el extremo de transformarse en una persona serena y apacible, de hecho entre 1837 y 1843 fue su época más productiva. La familia Mendelssohn parecía llevar una vida feliz situación que se enturbió con el fallecimiento del hijo menor Félix. El músico falleció en noviembre de 1847 tras no poder recuperarse de la muerte de su hermana Fanny Mendelssohn, en 1847 y sumado al fallecimiento de su hijo menor Félix en 1844, aparentemente estos hechos quebrantaron la salud emocional del músico y su relación matrimonial. Cecile después de fallecido su marido tomó a su cargo a sus hijas mujeres y se retiró a Frankfurt dejando a los varones sobrevivientes en manos de su familia política en Berlín.
Cecile Mendelssohn contrajo tuberculosis en 1852 falleciendo a consecuencia de la enfermedad el 25 de septiembre de 1853 a sus 36 años, fue enterrada en el panteón Jeanrenaud en Frankfurt.